# Miguel Angel Nguema Bee
Miguel Angel Nguema Bee SDB (* 13. Juli 1969 in Bata) ist ein äquatorialguineischer Ordensgeistlicher und römisch-katholischer Bischof von Ebebiyin.

## Leben
Miguel Angel Nguema Bee trat 1992 der Ordensgemeinschaft der Salesianer Don Boscos bei und legte am 19. Juli 1998 die ewige Profess ab. Er empfing am 24. Juli 2000 das Sakrament der Priesterweihe.
Am 1. April 2017 ernannte ihn Papst Franziskus zum Bischof von Ebebiyin. Der Präfekt der Kongregation für die Evangelisierung der Völker, Fernando Kardinal Filoni, spendete ihm sowie Juan Domingo-Beka Esono Ayang CMF und Calixto Paulino Esono Abaga Obono am 20. Mai desselben Jahres die Bischofsweihe; Mitkonsekratoren waren der Erzbischof von Malabo, Juan Nsue Edjang Mayé, und der Bischof von Bata, Juan Matogo Oyana CMF. Die Amtseinführung erfolgte am 24. Mai 2017.